# Tête de réserve

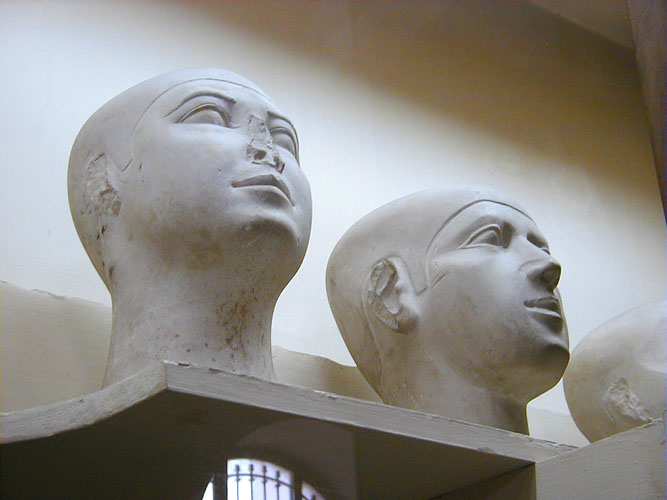
Têtes de réserves conservées au musée égyptien du Caire.

Une tête de réserve, tête de remplacement (terme dérivé du terme allemand : Ersatzkopf) ou tête magique est un type de sculpture distinctif constitué principalement de calcaire fin, trouvée dans un certain nombre de tombes non royales de la IVe dynastie, principalement durant les règnes des pharaons Khéops à Khéphren, vers 2551 à 2496 avant notre ère.
Bien que chacune des têtes ont en commun des caractéristiques communes, la singularité frappante des œuvres en fait l'un des tout premiers exemples de sculpture de portrait existant. Ces portraits sont de taille légèrement supérieure à la normale, et ont une fonction inconnue.
Une trentaine ont notamment été retrouvées au fond des conduits souterrains de mastabas dans la nécropole de Gizeh.
Le nom vient de la théorie prédominante avancée en 1903 par l'égyptologue allemand Ludwig Borchardt selon laquelle ces têtes puissent servir de rechange à la tête du défunt si quelque chose devait arriver à son corps.

## Description
Ce qui a surpris les archéologues, c'est la nature très individuelle de ces représentations grandeur nature, dont le caractère individuel a été comparé aux portraits de têtes des époques classique et moderne. Pour les œuvres privées, les sculpteurs de l'Égypte ancienne avaient tendance à capturer une version idéalisée d'un visage, éliminant souvent les traits individuels d'une manière qui, comme l'a dit un auteur, « s'approchait de l'impersonnalité architecturale » : 
Les têtes de réserve, en revanche, semblent représenter des individus uniques, et un des premiers chercheurs a établi des liens de parenté entre les têtes de réserve qu'il a trouvées. À quelques exceptions près, elles sont d'une grande qualité artistique, et étaient très probablement le produit des ateliers royaux.
La majorité des têtes étaient faites d'un calcaire blanc et fin, tandis que quelques exemples ont été trouvés en boue broyée provenant des rives du Nil. Bien qu'il y ait quelques exceptions qui sont plus grossièrement sculptées et lourdement plâtrées, la plupart sont sculptées de manière complexe et ont été soigneusement lissées. Celles qui sont lisses n'ont cependant pas été polies. Elles représentent toutes des personnes au crâne rasé ou aux cheveux coupés de près, et les plus grandes mesurent un peu plus de trente centimètres de haut.

### Mutilation des têtes de réserve
Presque toutes les têtes présentent une forme de dommage ou de mutilation qui peut ou non avoir été délibérément infligée avant qu'elles ne soient placées dans le tombeau. L'une des caractéristiques les plus courantes est que les oreilles sont cassées ou apparemment ciselées. Un chercheur au moins conteste que les dommages causés aux oreilles aient été délibérés, soulignant les cas où des oreilles détachées ont été trouvées en parfait état, et que les dommages pourraient être dus plutôt à une manipulation brutale par des pilleurs de tombes. Parmi les nombreuses têtes de réserve, une seule présente des oreilles entièrement intactes ; sur d'autres, elles ont été grattées près de la surface, tandis que d'autres ont été plus grossièrement taillées ou brisées. Un exemple contenait des trous de chevilles pour la fixation d'oreilles externes qui n'ont pas été trouvées avec la tête[6], et un autre groupe de têtes de réserve, plus petit, n'avait pas d'oreilles du tout.
Une autre caractéristique commune a été appelée « sillon crânien », une découpe soigneuse et délibérée qui part généralement du sommet du crâne et s'étend jusqu'à la nuque.

## Histoire
La première tête de réserve est découverte en 1894, à Dahchour, par le directeur général du Service français des antiquités en Égypte, Jacques de Morgan. La majorité des têtes sont découvertes par l'égyptologue américain George Andrew Reisner, qui fouille plusieurs tombes à mastaba à l'ouest de la Grande Pyramide de Gizeh. Il identifie ces mastabas comme appartenant à des membres de la famille royale du pharaon Khéphren, dont l'un (no 4140) est identifié comme celui d'une princesse d'après l'inscription sur stèle qui a été trouvée. Deux autres exemplaires ont été découverts par l'égyptologue autrichien Hermann Junker à Gizeh en 1914. La grande majorité des têtes de réserve découvertes provenaient des cimetières de Gizeh, bien que trois exemples aient été retrouvés à Abousir, Saqqarah et Dahchour.
Il existe des contrefaçons modernes de têtes de réserve. Un exemplaire conservé à l'Oriental Institute de Chicago a été acheté à un marchand d'art du Caire en 1929. On pense aujourd'hui qu'il s'agit d'un faux, notamment parce qu'il est fait de quartzite brun, un matériau qui n'est commun à aucune des autres têtes de réserve trouvées in situ.

## Fonctions possibles
L'explication avancée à l'origine par Ludwig Borchardt, puis développée par d'autres égyptologues du début du XXe siècle, dont Junker et Reisner, était que la tête de réserve servait de substitut rituel à la vraie tête du défunt, au cas où celle-ci serait endommagée. L'égyptologue Nicholas Millet a également suggéré que ces têtes servaient de prototypes aux sculpteurs pour réaliser d'autres statues et reliefs du défunt. Des moules ont ensuite été prélevés sur les têtes de réserve en plâtre, et les entailles qui apparaissent sur de nombreuses têtes, l'apparente mutilation des oreilles et l'excès de plâtre qui apparaît sur au moins une des têtes peuvent être expliqués comme le type de dommage auquel on s'attendrait en essayant de retirer des moules en plâtre bien ajustés d'une tête de réserve.
L'égyptologue Roland Tefnin a suggéré que les têtes étaient mutilées rituellement pour éviter qu'elles ne nuisent aux vivants. Selon lui, les têtes réservées étaient créées par un maître sculpteur et, à la mort du sujet, la tête de réserve subissait une mutilation rituelle afin qu'elle ne puisse pas nuire au défunt dans l'au-delà. Il cite comme exemples les dommages à l'arrière de la tête, l'ablation des oreilles, la représentation du défunt sans cheveux ou avec des cheveux très courts et, dans certains cas, la gravure d'une ligne dans le cou représentant la décapitation rituelle. Cette théorie pose toutefois des problèmes, car s'il existe une pratique bien connue consistant à couper certaines figures hiéroglyphiques (telles que celles représentant divers animaux) dans les tombes pour les rendre inoffensives pour le défunt, cette pratique ne s'est jamais étendue aux images du propriétaire de la tombe. Tout au long de l'histoire des arts funéraires de l'Égypte antique, les images du défunt avaient pour fonction de servir de réceptacle alternatif à son âme, et les « tuer » serait contraire à cet objectif. Ce type de mutilation ne se retrouve pas sur les statues placées dans les tombes plus tardives.
La théorie la plus récente proposée par Peter Lacovara quant à l'objectif des « mutilations » est qu'il s'agit de directives utilisées par le sculpteur dans la création de la tête de réserve. Selon lui, un examen plus approfondi des éléments de preuve montre que toutes les lignes gravées sur les têtes de réserve l'ont été avant leur achèvement et non après. Il en veut pour preuve que dans les exemples les plus complets, les mutilations sont mineures ou absentes, et que sur d'autres, il est clair que les rainures qui ont été faites ont été lissées par la suite, au lieu d'être fraîchement taillées comme on pourrait s'y attendre si elles avaient été infligées après leur création. Il existe d'autres sculptures inachevées de l'Égypte antique où l'on peut voir des directives pour le sculpteur, généralement peintes sur la pierre dure. Lacovara estime que la peinture aurait facilement déteint sur le calcaire relativement tendre utilisé, et que les sculpteurs ont donc taillé les lignes directrices à la place. Ces lignes directrices ont ensuite été polies, et dans les cas où elles n'ont pas été complètement enlevées, elles ont été recouvertes par du plâtre qui s'est depuis effondré. Le plâtre aurait également été utilisé pour masquer les erreurs commises par le sculpteur, comme c'est le cas sur l'une des têtes de réserve du Caire (réf. 60003) où l'œil a été retaillé. On pense que les dommages observés sur les oreilles de nombreuses têtes de réserve sont principalement dus aux manipulations brutales des pilleurs de tombes. Tout cela corrobore la théorie initiale selon laquelle les têtes de réserve étaient conçues comme des lieux alternatifs où l'âme du défunt pouvait habiter.

## Place dans l'art égyptien antique
Bien que les têtes de réserve n'aient été fabriquées que pendant une période relativement courte, elles ont marqué la sculpture ultérieure de l'Ancien Empire.

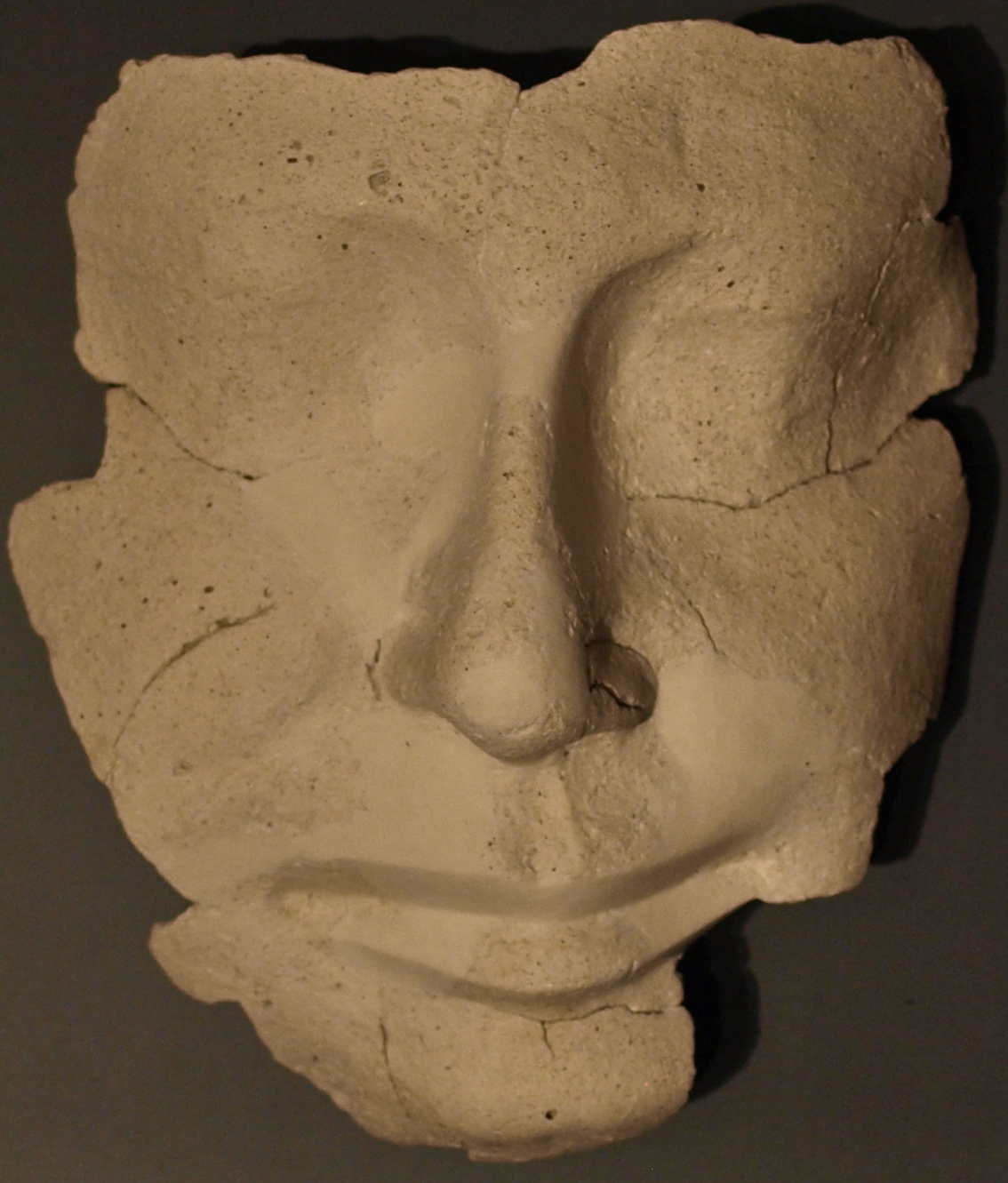
Moulage en plâtre d'un visage, -, exposé au Kunsthistorisches Museum de Vienne.

Contrairement à d'autres sculptures de l'Égypte antique, ces têtes n'ont jamais été conçues pour faire partie d'une sculpture composite plus grande ; il s'agissait de pièces autonomes, composées uniquement de la tête, réalisées en ronde-bosse, avec une surface plane à la base du cou, ce qui suggère qu'elles étaient destinées à se tenir debout. La plupart ont été trouvées dans les fosses funéraires à l'extérieur de la chambre funéraire du tombeau, mais dans ces cas-là, il est probable qu'elles aient été simplement jetées à ces endroits par des pilleurs de tombes. Les deux exemples découverts par Hermann Junker en 1914 ont été trouvés dans la chambre funéraire, et on pense qu'ils ont appartenu au propriétaire du tombeau. Aucune preuve de ces sculptures n'a été trouvée dans les temples à offrandes en surface, ce qui les sépare des autres statues de l'Ancien Empire directement associées au culte funéraire du défunt.
L'unique tête de réserve trouvée dans une tombe intacte se trouvait à côté du sarcophage de l'occupant de la tombe. On suppose généralement que toutes les têtes de réserve se trouvaient à l'origine dans des positions similaires dans leurs tombes respectives, bien que le grand nombre de têtes trouvées dans des fosses funéraires ait conduit à suggérer qu'elles étaient à l'origine exposées près de l'entrée de la chambre funéraire plutôt qu'à l'intérieur de la tombe.
La période de création des têtes de réserve a été courte ; elles n'ont probablement été créées que par deux générations de sculpteurs sous les règnes des pharaons Khéops, Djédefrê et Khéphren. La pratique des têtes de réserve semble avoir pris fin au cours de la VIe dynastie, remplacée par la pratique consistant à recouvrir de plâtre la tête ou l'ensemble du corps du défunt. Ces couvertures du visage et du corps peuvent avoir la même fonction que la tête de réserve, servant de lieu de substitution pour l'esprit si la tête originale se décompose ou est détruite. Il semble probable que la pratique des têtes de réserve et celle de la couverture du corps ou du visage d'un individu avec du plâtre se chevauchent considérablement, un premier exemple de cette dernière étant daté de la fin de la IVe dynastie d'après la poterie qui a été trouvée avec. La pratique consistant à recouvrir le corps ou le visage de plâtre a également été de courte durée, car les techniques de momification améliorées offraient de meilleures chances de préserver le corps que de le recouvrir de plâtre. On pense aujourd'hui que les masques de plâtre formés directement autour de la tête du défunt représentent une première étape d'un processus qui allait conduire à la momification complète des corps non royaux, qui a finalement évolué vers la pratique consistant à créer des masques en cartonnage, composés de couches de lin mélangées à du gesso.

## Localisation
Trente-sept têtes de réserve sont connues, dont cinq dans des collections privées. À Abousir, une tête de réserve pour une princesse a été trouvée par Borchardt, et une oreille appartenant peut-être à Kaaper a été trouvée dans sa tombe. La plupart des têtes de réserve proviennent de Gizeh. Les têtes de réserve de Gizeh datent du milieu de la IVe dynastie au début de la Ve dynastie,.
Des exemples de têtes de réserve se trouvent dans les musées suivants :
- Ackland Art Museum, Chapel Hill, Caroline du Nord
- Ägyptisches Museum, Berlin
- Musée égyptien du Caire
- Kunsthistorisches Museum, Vienne
- Musée des Beaux-Arts, Boston
- Musée Petrie d'archéologie égyptienne, Londres
- Musée d'anthropologie Phoebe A. Hearst, Berkeley
- Metropolitan Museum of Art, New York
- Musée d'Art de San Antonio, Texas
- Université de Swansea

| Mastaba                 | Tête                                                            | Propriétaire de la tombe                                                          | Époque                                 | Localisation actuelle                                                                            | Commentaires |
| ----------------------- | --------------------------------------------------------------- | --------------------------------------------------------------------------------- | -------------------------------------- | ------------------------------------------------------------------------------------------------ | --- |
| GizehG 1203             |                                                                 | Kanefer« Superviseur des commissions », « Directeur des archers »                 | IVe dynastie (Khéops)                  | Hearst Museum, Berkeley 6-19767                                                                  | La tête a été trouvée dans le puits funéraire G 1203A. Il s'agirait d'une femme et pourrait représenter l'épouse de Kanefer.                                                                                   |
|                         |                                                                 |                                                                                   |                                        |                                                                                                  | |
| GizehG 2110             |                                                                 | Néfer« Secrétaire du roi en tous lieux », etc.                                    | IVe dynastie (Khéphren)                | Musée des Beaux-Arts (Boston) MFA 06.1886                                                        | La tête a été trouvée dans le puits funéraire G 2110A, le puits funéraire de Néfer. |
| GizehG 2230 (D 38)      | Image des archives de GizehImage des archives de Gizeh - profil |                                                                                   | IVe ou Ve dynastie ?                   | Musée égyptien du Caire JE 47838                                                                 | Tête de réserve provenant peut-être de D 38. |
| GizehG 2230 (D 38)      | Image des archives de Gizeh                                     |                                                                                   | IVe ou Ve dynastie ?                   |                                                                                                  | Fragment, peut-être originaire du serdab de G 2240 |
|                         |                                                                 |                                                                                   |                                        |                                                                                                  | |
| GizehG 4140             |                                                                 | Mérititès II« Fille du roi de son corps »                                         | Moyenne à tardive IVe dynastie         | Homme : Musée des Beaux-Arts (Boston) MFA 14.717Femme : Musée égyptien du Caire JE 46217         | Les têtes de réserve ont été trouvées dans les débris du puits d'inhumation G 4140A. |
| GizehG 4160             |                                                                 |                                                                                   | IVe dynastie (Khéops)                  | Hildesheim Mus. 2158.                                                                            | Tête de réserve d'un homme, endommagée, provenant de débris à l'ouest de la tombe. |
| GizehG 4240             |                                                                 | Prince Snéferouseneb« Fils du roi de son corps », etc.                            | Moyenne IVe au début de la Ve dynastie | Musée égyptien du Caire JE 46215.                                                                | Tête de Snéferouseneb trouvée dans un puits funéraire G 4240A |
| GizehG 4340             |                                                                 |                                                                                   | Moyenne à tardive IVe dynastie         | Musée égyptien du Caire JE 46218.                                                                | Une tête de réserve d'un homme a été trouvée dans les débris au fond du puits A. |
| GizehG 4350             |                                                                 |                                                                                   | Moyenne à tardive IVe dynastie         | Musée d'Histoire de l'art de Vienne ÄS 7787.                                                     | Tête de réserve trouvée à l'entrée d'une chambre funéraire. |
| GizehG 4430             |                                                                 |                                                                                   | IVe dynastie, Khéphren ou plus tard    |                                                                                                  | Une tête de réserve endommagée en argile trouvée dans le puits A. |
| GizehG 4440             | Frontal Épouse vue de face · Profile Épouse vue de profil       |                                                                                   | Moyenne IVe au début de la Ve dynastie | Homme : Musée des Beaux-Arts (Boston) MFA 14.718Femme : Musée des Beaux-Arts (Boston) MFA 14.719 | Il pourrait s'agir d'un frère de Snéferouséneb (tombe G 4240). Les deux têtes ont été trouvées dans le puits A. Un avis plus récent suggère que la tête, précédemment identifiée comme l'épouse, est un homme. |
| Gizeh G 4540            | Frontal vue de face · Profile vue de profil                     |                                                                                   | Moyenne à tardive IVe dynastie         | Musée des Beaux-Arts (Boston) MFA 21.328                                                         | Une tête de réserve féminine a été trouvée dans le puits A. |
| GizehG 4560             | Image des archives de Gizeh                                     |                                                                                   | Moyenne à tardive IVe dynastie         | Musée égyptien du Caire JE 44974                                                                 | Une tête de réserve féminine a été trouvée dans la chambre funéraire. |
| GizehG 4640             |                                                                 |                                                                                   | Moyenne à tardive IVe dynastie         | Musée égyptien du Caire JE 46216                                                                 | Tête de réserve d'un homme trouvée dans le puits A. |
| GizehG 4650             |                                                                 | Princesse Iabtet« Fille du roi de son corps »                                     | Moyenne à tardive IVe dynastie         | Pelizaeus-Museum, Hildesheim 2384                                                                | Iabtet était la « fille du roi de son corps ». Une tête de réserve a été trouvée à l'entrée de la chambre funéraire.                                                                                           |
| GizehG 4660             |                                                                 |                                                                                   | Moyenne à tardive IVe dynastie         | Musée égyptien du Caire Temp. No. 19.11.24.5                                                     | Tête de réserve, fortement altérée, trouvée par Reisner à l'est de la tombe G 4560, provenant peut-être de G 4660.                                                                                             |
| GizehG 4940 (L45)       | Vue de face · Profil                                            | Seshemnefer Ier« Superviseur des ouvrages royaux », « Directeur du palais », etc. | Début de la Ve dynastie                | Musée des Beaux-Arts (Boston) (MFA 21.329)                                                       | Tête de réserve en calcaire du puits G 4940B |
| GizehG 5020 Annex       |                                                                 |                                                                                   |                                        | Musée égyptien du Caire JE 67569                                                                 | Tête en calcaire trouvée dans l'annexe de G 5020. Peut provenir de G 4240. |
|                         |                                                                 |                                                                                   |                                        |                                                                                                  | |
| GizehG 7560             | Image des archives de Gizeh                                     |                                                                                   | Début de la Ve dynastie                | Musée des Beaux-Arts (Boston) (MFA 37.643, plus tard MMA 48.156)                                 | Tête en calcaire trouvée dans le puits B. |
| GizehStreet G 7500      | Image des archives de Gizeh                                     |                                                                                   |                                        | Musée des Beaux-Arts (Boston) MFA 27.2010                                                        | Tête en pierre calcaire trouvée dans la rue à l'est de G 7530-7540 |
|                         |                                                                 |                                                                                   |                                        |                                                                                                  | |
| GizehS 984              | Image des archives de Gizeh                                     | Tjentet et Ouehemnefret                                                           | Ve dynastie                            | Musée égyptien du Caire                                                                          | Tête de réserve en argile. Ouehemnefret pourrait être une fille de Ouenshet (propriétaire de G 4840). Ouehemnefret porte le titre de fille de roi (peut se référer ici à petite-fille de roi).                 |
| GizehCimetière de l'Est |                                                                 |                                                                                   | IVe-Ve dynastie                        | Musée d'Art de San Antonio                                                                       | |
| GizehCimetière de l'Est | Image des archives de Gizeh                                     |                                                                                   |                                        | Musée égyptien du Caire JE 37832                                                                 | Tête de réserve en calcaire provenant d'un mastaba non identifié |
|                         |                                                                 |                                                                                   |                                        |                                                                                                  | |
| Inconnu                 |                                                                 |                                                                                   | IVe dynastie                           | Tête de réserve d'un homme exposée au Musée Petrie d'archéologie égyptienne, Londres. (UC15988)  | Son authenticité est contestée. |
| Inconnu                 |                                                                 |                                                                                   | IVe-Ve dynastie                        | Ackland Art Museum 70.17.1                                                                       | Une tête de réserve en calcaire. |
| Memphis ?               | Image du site de Swansea                                        |                                                                                   | Ve-VIe dynastie                        | Université de Swansea du Pays de Galles (W164)                                                   | Acheté par Sir Henry Wellcome lors d'une vente aux enchères de Sotheby's en 1928. Selon le site web de l'Egypt Center, la tête de réserve provient de Memphis et date de la IVe dynastie.                      |
| Abousir ou Saqqarah ?   |                                                                 |                                                                                   | Ve-VIe dynastie                        | En possession d'un particulier en Belgique à partir de 1991                                      | On pense qu'il représente une femme et qu'il provient peut-être d'Abousir ou de Saqqarah. |
| Abousir                 |                                                                 | Kahotep                                                                           | Ancien Empire                          | Ägyptisches Museum, Berlin (Berlin 16455).                                                       | Tête de réserve de Kahotep trouvée à Abousir. |
| Abousir                 |                                                                 | Kaaper                                                                            | Ve dynastie                            |                                                                                                  | Une oreille appartenant à la tête de réserve a été découverte dans la chambre funéraire. |